# 仰融
仰融（1957年—），籍贯安徽省，生于上海市，中华人民共和国企业家。

## 生平

### 早年生涯
仰融出生于上海市，从小随同父母下放到江苏省江阴市北国镇（现顾山镇）。兄弟3人姐妹2人。1978年考入了南京国际关系学院，1983年毕业后在南京军区入伍中国人民解放军，在1985年的两山轮战中负伤，伤后转业到深圳外经贸机构工作。1989年进入西南财经大学读研究生，1990年公派到加利福尼亚大学洛杉矶分校安德森管理学院学习，在那里认识了他现在的妻子邹凯丽。1991年两人在洛杉矶结婚，把家安置在洛杉矶东北区的亚凯迪亚市。1995年，仰融在西南财经大学获经济学博士学位，导师是刘诗白教授。

### 建立华晨系
1991年，仰融与辽宁省沈阳市成立了生产汽车的合资企业“沈阳金杯客车制造有限公司”（沈阳汽车），其主要合作方是仰融全资所有的在香港设立的华博财务公司（华博）与沈阳市人民政府所有的金杯汽车控股有限公司（金杯）。合作方准备将沈阳汽车在美国纽约证券交易所上市。作为沈阳汽车首席执行官和经理，仰融在百慕大成立百慕大控股有限公司（华晨中国），作为沈阳汽车上市的融资工具，华晨中国拥有沈阳汽车51%的权益。金杯取得华晨中国21.57%的股份，这使仰融在华晨中国的股份减至78.43%。在筹备上市过程中，中国政府高层官员通知仰融，上市公司大股东应是一家中国实体，而非香港私人企业华博。为此，1992年5月，华博、中国人民银行以及另外几家中国政府机构合作成立了非政府组织——中国金融教育发展基金会（基金会），中国人民银行副行长尚明任基金会主席，仰融任副主席。1992年9月，华博将其在华晨中国的股份转让给基金会。1992年10月9日，华晨汽车在纽约证券交易所成功上市，成为第一家在海外融资的中国国有企业。
1993年9月30日，中华人民共和国国家国有资产管理局在给仰融的“委托书”中称，国家国有资产管理局委托仰融作为代理人持有华晨控股有限公司中的股份。同日，仰融在致国家国有资产管理局的“代理声明”中称，“我在此确认贵局是华晨控股有限公司百分之百股份的所有人，我谨此声明我是受贵局委托，纯粹以贵局代理人的身份持有前述股份”。
1995年，华晨作为大股东，正式接管金杯客车的管理权，仰融任金杯客车董事长，苏强任总经理，仰融开始正式介入汽车行业。当时金杯客车销售不佳。但自1996年起，金杯客车每年的销售以50％速率增长，自1995年的9150辆迅猛增长到2000年的6万辆，连续4年金杯客车占据轻客市场销量第一名。2000年，金杯客车销售额达70亿元人民币，利润仅次于上海大众和一汽大众，仰融在汽车行业名声大噪。1999年3月19日，仰融以珠海华晨控股收购了上海证券交易所上市公司申华实业，仰融接任申华实业董事长。不久，申华实业更名为上海华晨集团股份有限公司，仰融任董事长至2001年。1999年10月，华晨汽车在香港联合交易所成功上市。2001年起，仰融任华晨中国汽车公司（华晨中国）董事长，同时兼任沈阳金杯客车制造有限公司董事长，香港圆通科技董事长，香港华博财务有限公司总经理。仰融在2001年度《福布斯》中国富豪榜名列第三位。

### 出走美国
仰融在沈阳建立的政商平台依赖妻子邹凯丽的表姐夫姬强（中共元老姬鹏飞之子）、大姐邹凯玲的丈夫（德国宝马集团总裁）、慕绥新（辽宁省人民政府副省长、中共辽宁省委政法委副书记，中共沈阳市委副书记、沈阳市人民政府市长）、马向东（沈阳市人民政府常务副市长）等官员体系。2000年至2001年，“慕马案”发生，上述官员体系倒台，仰融失去了政治依靠。当时杭州湾跨海大桥项目吸引了仰融，华晨的投资战略乃逐步转向浙江省宁波市，并向董事会提交了移师宁波的方案。虽然仰融控制着华晨中国董事会，但华晨是辽宁省人民政府的重点龙头企业，也是辽宁省经济的一大支柱，辽宁省人民政府不愿放走华晨。为此仰融和辽宁省人民政府省长薄熙来闹翻。
2002年初，辽宁省人民政府成立了一个由省长助理领导的工作小组。2002年3月，工作小组宣布基金会名下的所有股权，包括仰融在华晨中国的权益，均属于国有资产，要求仰融将这些股份转让给辽宁省人民政府。仰融拒绝后，工作小组通知仰融及华晨中国董事会，基金会将不再承认华博在华晨中国的受益权。2002年3月11日，中华人民共和国财政部下发〔2002〕第5号函，认定华晨全部资产归国家所有，并直接拨给辽宁省人民政府，依据是中国金融教育发展基金会属国有。2002年6月，香港联合交易所上市公司华晨中国宣布，依照主要股东要求，经董事会决议，解除仰融的董事会主席和行政总裁的职务。根据辽宁省人民政府的指示，华晨中国董事会解除了仰融的总裁、首席执行官、董事职务，将工作小组成员安排担任上述职务和其他管理职务。
2002年6月3日，仰融通过当时美国驻华大使雷德（曾是华晨汽车纽约上市的首席律师）的协助下出境离开中国，自称受到“迫害”出走美国，后定居加利福尼亚州。2002年10月18日，辽宁省人民检察院以涉嫌经济犯罪为名批准逮捕仰融。2002年10月21日，辽宁省公安厅正式通告，仰融因涉嫌经济犯罪已被辽宁省人民检察院批准逮捕。同日，申华控股发布公告，免去仰融的申华控股董事长职务。2002年10月，新组建的华晨中国董事会不再向仰融支付工资，并于2002年11月解除了仰融的经理职务，终止其劳动合同。辽宁省人民政府还成立了华晨汽车集团控股有限公司（新华晨），任命辽宁省人民政府官员为新华晨的管理人员。约两个月后，新华晨以市场价格的6%（即1800万美元）收购了名义上由基金会为华博托管的华晨中国股份。新华晨和华晨中国董事会还对剩余的华晨中国股份，包括在纽约证券交易所交易的股份进行要约收购，导致2002年12月18日至19日华晨中国股票在纽约证券交易所停牌。

### 系列诉讼
2002年9月27日，仰融操控下的华博财务有限公司向北京市高级人民法院起诉中国金融教育发展基金会，要求确认其在基金会的投资权益，包括华晨股权。2002年10月14日，北京市高级人民法院经济庭受理此案。2002年12月2日，华博财务有限公司收到通知称，北京市高级人民法院驳回起诉，本着“先刑事后民事”的原则将此案移交辽宁省公安厅调查。
2002年12月18日，华晨中国在香港发布公告称，辽宁省国有独资公司华晨汽车集团控股有限公司同基金会就基金会所持39.4%股权正式签署收购协议。2003年1月，华博财务有限公司以基金会股权不明为由，提请百慕大高等法院发禁止令，禁止华晨中国出售其股权。百慕大高等法院经调查，于2003年2月12日宣布驳回禁止令。针对华博财务有限公司在百慕大起诉华晨中国汽车控股有限公司、中国金融教育发展基金会、华晨汽车集团有限公司一案，2003年12月31日百慕大法院判决驳回起诉。
2003年8月7日，仰融、Kelly Z. Yang（仰融妻子，美国公民）及华博财务有限公司（仰融持有70%的股权）在美国华盛顿哥伦比亚特区联邦地区法院起诉辽宁省人民政府，这是中华人民共和国历史上首例美国公民（指仰融妻子）状告中国地方政府的诉讼。当天下午，该法院立案受理此案。2003年8月21日，该法院就仰融等起诉辽宁省人民政府非法侵占财产一案，向辽宁省人民政府发出民事案传票，并寄往中华人民共和国司法部，由司法部转送辽宁省人民政府。2003年10月8日，中华人民共和国司法部根据《海牙送达公约》第13条第一款拒绝了仰融律师提出的司法文书送达请求。翌日，仰融律师通过华盛顿哥伦比亚特区联邦地区法院，以外交途径将文件递交美国国务院，由其下属的特殊领事服务司将该案的法律文书送往中华人民共和国外交部。收到美方通过外交途径转递的传票后，辽宁省人民政府出庭应诉，请求美方法院驳回仰融的诉讼请求。美国华盛顿哥伦比亚特区联邦地区法院审理后认为，辽宁省人民政府征收华晨中国股份是主权行为，辽宁省人民政府享有豁免。2005年，该法院根据美国《联邦民事诉讼规则》判决驳回仰融的起诉。仰融随后上诉，对联邦地区法院拒绝适用商业行为例外提出质疑。2006年7月7日，美国上诉法院华盛顿哥伦比亚特区巡回法庭作出判决，维持联邦地区法院因缺乏标的管辖权而驳回起诉的判决。

### 创立正道集团
在流亡美国期间，仰融打造了一家电动汽车公司“正道集团”（Hybrid Kinetic Group）。2009年6月，仰融宣布将会回归中国实施“831111计划”。2010年8月，仰融作为实际控股人的正道汽车公司同江淮汽车签署《合资框架协议》。2010年8月，正道汽车公司同烟台东润投资公司签署《股权委托管理协议》，准备收购后者旗下的上市公司新潮实业，以便融资造汽车。2010年10月14日，新潮实业宣布《股权委托管理协议》终止。2009年，正道集团宣布计划在美国阿拉巴马州建造一家汽车工厂，2011年投资耗尽时该工厂被注销，最终一辆车也未能生产。2015年，正道集团亏损3.469亿港元，2016年上半年亏损1.368亿港元。
2008年，仰融同中国各级政府缓和了关系。此后，虽然对仰融的通缉未撤销，但仰融因工作经常往来美国、香港和中国内地之间，并同中国汽车业监管机构保持着联系。2012年，他的老对手薄熙来倒台。2017年，正道集团与北京一家汽车供应商敲定了投资20亿元人民币成立合资公司的协议，随后揭晓了3款运动型多功能车（SUV）的原型车，正道集团准备在中国开设5家工厂。正道集团的目的是获得中国新能源汽车的生产资质，因为新能源汽车受到中国政府的补贴和监管条例优待。

## 家庭
妻子邹凯丽 (1965年8月-）出生於上海市，1987年从上海外国语大学毕业后分配到上海市政府从事翻译工作。1988年公派到美国加利福尼亚大学洛杉矶分校进修一年，1989年转入法学院和安德森管理学院就读法学博士和工商管理硕士双学位，在那里认识了她的丈夫仰融。1991年两人在洛杉矶结婚，把家安置在洛杉矶东北区的亚凯迪亚市。姐妹3人兄弟1人：
- 大姐：邹凯玲，出生于上海市，1976年进入上海外国语大学主修德语专业并公派到德国斯图加特大学进行翻译培训，在那里认识了她的丈夫（德国宝马集团总裁）。
- 二姐：邹凯岚，出生于上海市，1982年从上海医科大学毕业后随同丈夫杨洁勉公派前往德国。在德国考入了海德堡大学医学院就读流行病学硕士。1988年赴澳洲悉尼科技大学担任访问学者，1992年赴美国南加州大学担任访问学者，在那里认识了她的现任丈夫（洛杉矶地产商）。
- 弟弟：邹凯文，出生于上海市，1991年从上海财经大学毕业后分配到上海证券交易所工作。1995年自费赴美国斯坦福大学就读工商管理硕士，1997年毕业后担任华晨汽车集团财务总监。[來源請求]